# Jamie Irwin
Hon. James „Jamie“ Campbell Irwin (* 16. April 1937; † 4. November 2005) war ein australischer Politiker der Liberal Party of Australia, der unter anderem von 1985 bis 2002 Mitglied des South Australian Legislative Council sowie zwischen 1997 und 2002 Präsident des Legislativrates war.

## Leben
James „Jamie“ Campbell Irwin war der Sohn des Architekten und Kommunalpolitikers Sir James Campbell Irwin (1906–1990), der unter anderem von 1935 bis 1940 sowie zwischen 1949 und 1972 Mitglied des Stadtrates (Adelaide City Council) und von 1963 bis 1966 Oberbürgermeister (Lord Mayor) von Adelaide war, und dessen Ehefrau Kathleen Agnes Orr. Er selbst absolvierte nach der Grund- und Sekundarschule ein Studium am britischen Royal Agricultural College in Cirencester und war in der Landwirtschaft tätig. Er engagierte sich als Mitglied von Beiräten von Vorschulen und Sportvereinen und war sowohl Mitglied als auch Vorsitzender des Tatiara District Council, einem lokalen Verwaltungsgebiet im Bundesstaat South Australia. Dort fungierte er auch als stellvertretender Vorsitzender des Krankenhauses in Keith.
Am 7. Dezember 1985 wurde Irwin für die Liberal Party of Australia erstmals zum Mitglied des South Australian Legislative Council gewählt, des Oberhauses des Parlaments von South Australia, und gehörte diesem bis zum 8. Februar 2002 an. Er engagierte sich für die Interessen des ländlichen Südaustraliens und war Mitte der 1990er Jahre Vorsitzender der Murray-Mallee Strategic Task Force, einer Arbeitsgruppe, die sich mit der strategischen Entwicklung des Murray River und der Hartlaubvegetation Mallee beschäftigte. Als Nachfolger seines Parteifreundes Peter Dunn übernahm er am 2. Dezember 1997 das Amt als Präsident des Legislativrates und bekleidete dieses bis zu seinem Ausscheiden aus dem Legislative Council am 8. Februar 2002, woraufhin Ron Roberts von der Australian Labor Party (ALP) diesen Posten übernahm. Er war zugleich zwischen dem 2. Dezember 1997 und dem 15. Januar 2002 Mitglied des Gemeinsamen Ausschusses für parlamentarische Dienste (Joint Parliamentary Services Committee) sowie zeitgleich Mitglied des Geschäftsordnungsausschusses (Standing Orders Committee). Während seiner Zeit als Präsident überwachte er die Einführung des Rechts des Bürgers auf Gegendarstellung im Legislativrat.
Für seine Verdienste wurde ihm am 1. Januar 2001 anlässlich des 100-jährigen Bestehens des Australischen Bundes die Centenary Medal verliehen. Am 2. Mai 2002 wurde ihm aufgrund einer mindestens dreijährigen Amtszeit als Präsident des Legislativrates der Höflichkeitstitel The Honourable verliehen.

## Hintergrundliteratur
- Parliament of South Australia: Statistical Record of the Legislature 1836–2007 (Memento vom 11. März 2019 im Internet Archive)
- Robert Martin: Responsible Government in South Australia, Band 2, Wakefield Press, 2009, ISBN 978-1-8625-4-8442 (Onlineversion (Auszug))

## Weblink
- Hon Jamie Irwin. In: Parlament von South Australia. Abgerufen am 28. März 2024 (englisch).